# Washakie County
Washakie County ist ein County im Bundesstaat Wyoming der Vereinigten Staaten. Bei der Volkszählung 2020 hatte das Washakie County 7685 Einwohner. Der Verwaltungssitz (County Seat) ist Worland.

## Geographie
Das County hat eine Fläche von 5809 Quadratkilometern; davon sind 7 Quadratkilometer Wasserflächen. Es grenzt im Uhrzeigersinn an die Countys: Big Horn County, Johnson County, Natrona County, Fremont County, Hot Springs County und Park County.

## Geschichte
Das County wurde im Jahre 1911 gegründet. Benannt wurde es nach dem Indianerhäuptling Washakie.

## Demografische Daten
Nach der Volkszählung im Jahr 2000 lebten im Washakie County 8289 Menschen. Es gab 3278 Haushalte und 2310 Familien. Die Bevölkerungsdichte betrug 1 Einwohner pro Quadratkilometer. Ethnisch betrachtet setzte sich die Bevölkerung zusammen aus 90,22 % Weißen, 0,11 % Afroamerikanern, 0,55 % amerikanischen Ureinwohnern, 0,74 % Asiaten, 0,00 % Bewohnern aus dem pazifischen Inselraum und 6,21 % aus anderen ethnischen Gruppen; 2,17 % stammten von zwei oder mehr ethnischen Gruppen ab. 11,47 % Prozent der Bevölkerung waren spanischer oder lateinamerikanischer Abstammung.
Von den 3278 Haushalten hatten 32,40 % Kinder und Jugendliche unter 18 Jahre, die bei ihnen lebten. 59,90 % waren verheiratete, zusammenlebende Paare, 7,30 % Prozent waren allein erziehende Mütter, 29,50 % waren keine Familien. 26,50 % waren Singlehaushalte und in 11,90 % lebten Menschen im Alter von 65 Jahren oder darüber. Die Durchschnittshaushaltsgröße betrug 2,47 und die durchschnittliche Familiengröße lag bei 3,00 Personen.
Auf das gesamte County bezogen setzte sich die Bevölkerung zusammen aus 27,20 % Einwohnern unter 18 Jahren, 6,40 % zwischen 18 und 24 Jahren, 25,20 % zwischen 25 und 44 Jahren, 25,30 % zwischen 45 und 64 Jahren und 15,90 % waren 65 Jahre alt oder darüber. Das Durchschnittsalter betrug 39 Jahre. Auf 100 weibliche Personen kamen 99,40 männliche Personen, auf 100 Frauen im Alter ab 18 Jahren kamen statistisch 96,30 Männer.
Das jährliche Durchschnittseinkommen eines Haushalts betrug 34.943 USD, das Durchschnittseinkommen der Familien betrug 42.584. USD. Männer hatten ein Durchschnittseinkommen von 31.633 USD, Frauen 21.028 USD. Das Prokopfeinkommen betrug 17.780 USD. 14,10 % der Familien und 10,00 % der Bevölkerung lebten unterhalb der Armutsgrenze. 21,10 % davon waren unter 18 Jahre und 12,20 % waren 65 Jahre oder älter.

## Orte im Washakie County
| City - Worland | Town - Ten Sleep |

Unincorporated Communitys
| - Airport Road - Big Trails - Mc Nutt - South Flat | - Washakie Ten - West River - Winchester |